# Зірка (Іркутськ)
«Зірка» (рос. «Звезда́») — колишній російський футбольний клуб з міста Іркутська, що існував в 1957 — 2008 роках.

## Колишні назви
- 1957—1959 — «Енергія»
- 1960 — «Машинобудівник»
- 1961—1967 — «Ангара»
- 1968—1973 — «Аерофлот»
- 1974—1975 — «Авіатор»
- 1976—1991 — «Зірка»
- 1992—1993 — «Зірка-Юніс-Сиб»
- 1994—2008 — «Зірка»

## Історія
Клуб утворений в 1957 року на базі «Іркутськгесбуду». У чемпіонатах СРСР і Росії команда виступала під назвами «Енергія», «Ангара», «Машинобудівник», «Аерофлот», «Авіатор». «Зірка» — з 1976 року. Домашні матчі проводила на стадіоні «Праця». В останні роки місцем проведення домашніх зустрічей були також стадіони ім. 25-річчя Бурятської АРСР (Улан-Уде), «Хімік» (Усольє-Сибірське), «Зеніт» (Іркутськ). З сезону 2007 команда проводила домашні матчі на стадіоні «Локомотив» (вул. Боткіна).
У радянський час клуб виступав в класі «Б» (другий за силою дивізіон), пізніше — в другій (третьою за силою) лізі.
В 1992 — 1996 роках команда виступала в першій лізі Росії. У Кубку Росії (1994/95) 1994 року «Зірка» зустрічалася в 1/8 фіналу у Владикавказі з місцевим «Спартаком», який став через рік чемпіоном Росії, і поступилася 0:3. Перед цим іркутці обіграли іншу команду вищої ліги — «Динамо-Газовик», якою на той час керував Едуард Малофєєв, з рахунком 1: 0. У сезоні 1995 «Зірка» за рахунок відмінно проведеної другої половини чемпіонату зуміла фінішувати на 4-й позиції, що є найкращим результатом в історії команди. 4 очки відділили іркутян від третього місця, з якого вийшов у вищу лігу «Зеніт» (Санкт-Петербург).
На наступний рік «Зірка» втратила свої провідні позиції в сибірському футболі та вибула у другу лігу. Після цього практично у всіх турнірах другої ліги «Зірка» називалася в числі основних претендентів на підвищення в класі, але жодного разу не зуміла фінішувати вище третього місця. 2004 року, незважаючи на підсумкове 4-е місце, одразу четверо іркутян були визнані найкращими футболістами зони «Схід».
2004 року троє вихованців клубу 1987 народження стали чемпіонами Росії серед гравців свого віку в складі збірної Сибіру — Володимир Гранат, Олексій Ющук, Дмитро Питлєв. У сезоні 2005 троє іркутян — Володимир Гранат, Максим Зюзін та Андрій Єщенко були запрошені до складу олімпійської збірної Росії. Всі троє перебралися в клуби прем'єр-ліги та першого дивізіону, а Єщенко та Гранат грали в молодіжній збірній Росії. Також четверо вихованців «Зірки» Алфьоров, Щербаков, М'ясніков та Зобнін номінувалися на звання «Найкращий юний гравець Східного Сибіру»
У сезоні-2006 «Зірка» якісно провела всю турнірну дистанцію в дивізіоні «Схід» та достроково, за три тури до фінішу, завоювала перше місце та путівку в перший дивізіон, після чого команда стала також володарем Кубка ПФЛ.
Перший сезон в новому турнірі команді вдався — вона фінішувала на 11-му місці, вдало грала з лідерами, перемігши переможця першості, «Шинник» (Ярославль), на його полі і обігравши в Іркутську «Терек» (Грозний). Взимку склад команди знову серйозно оновився, а троє футболістів перебралися в клуби прем'єр-ліги: Микола Жиляєв перейшов в пермський «Амкар», а Денис Глушаков та Микита Денисов повернулися з оренди в «Локомотив».
Сезон 2008 року став для клубу останнім та самим складним у його історії. 11 вересня 2008 року на нараді, що відбулася в адміністрації Іркутської області, було прийнято рішення про початок процесу ліквідації державного автономного установи «Футбольний клуб „Зірка“ Іркутськ». Головною причиною рішення стала «неможливість функціонування професійного футбольного клубу в рамках державної установи». Рішенням Ради Професійної футбольної ліги від 27.11.2008 футбольний клуб «Зірка» (Іркутськ) виключений з членів (учасників) ПФЛ.

## Досягнення та рекорди
- Переможець зони «Схід» Другого дивізіону: 2006
- Володар Кубка ПФЛ: 2006
- Найкращий результат в першій лізі: 4-е місце (1995)
- Найбільша перемога: 9:0 — «Кузбас-Динамо» (Кемерово), 2006.
- Найкращі бомбардири: Юрій Зуйков (123 м'ячі), В'ячеслав Рудаков (113).
- Найкращий бомбардир за сезон: Юрій Зуйков — 31 м'яч (1979)
- Найбільше число матчів: В'ячеслав Рудаков (494).

## Гравці
Список гравців клубу, про які є статті в українській Вікіпедії, див. тут